# Пижма (Марий Эл)
Пижма — деревня в Медведевском районе Марий Эл Российской Федерации. Входит в состав Люльпанского сельского поселения.

## География
Деревня находится на расстоянии 36 км к северо-западу от посёлка городского типа Медведево, административного центра района.

### Часовой пояс
Деревня Пижма, как и вся Республика Марий Эл, находится в часовой зоне МСК (московское время). Смещение применяемого времени относительно UTC составляет +3:00.

## История
До 1 апреля 2014 года деревня являлась административным центром упразднённого Пижменского сельского поселения.

## Население
| 2010 | 2011 | 2012 | 2013 | 2015 | 2016 | 2018 |
| ---- | ---- | ---- | ---- | ---- | ---- | ---- |
| 614  | ↗653 | →653 | ↗654 | →654 | →654 | →654 |
| 2019 | 2020 | 2021 |      |      |      |      |
| ↗657 | →657 | →657 |      |      |      |      |

### Национальный состав
Национальный состав на 1 января 2013 года:
| Национальность | Численность, чел. | Доля    |
| -------------- | ----------------- | ------- |
| всего          | 654               | 100,0 % |
| Марийцы        | 241               | 36,9 %  |
| Русские        | 400               | 61,2 %  |
| Татары         | 5                 | 0,8 %   |
| Чуваши         | 4                 | 0,6 %   |
| другие         | 4                 | 0,6 %   |

## Инфраструктура
В деревне функционируют основная общеобразовательная школа, ветеринарный участок, фельдшерско-акушерский пункт, культурно-досуговый центр, отделение почтовой связи, пожарная часть, продуктовые магазины. Улично-дорожная сеть деревни имеет асфальтовое покрытие. 